# Туве (фильм)
«Туве» (фин. Tove, швед. Tove) — шведско-финский художественный фильм 2020 года режиссёра Зайды Бергрот, рассказывающий о писательнице Туве Янссон. Главную роль в нём сыграла Алма Пёюсти. «Туве» стала вторым по размеру бюджета финским фильмом после «Неизвестного солдата». Её выдвигали на «Оскар» от Финляндии.

## Сюжет
Действие фильма начинается в 1940-х годах, во время Второй мировой войны. Молодая художница Туве Янссон почти одновременно заводит романы с красавицей из высшего света Вивикой Бандлер и политиком Атосом Виртаненом, а параллельно начинает писать книги о муми-троллях. Постепенно она понимает, что влюблена в Бандлер и что у той всегда будут другие женщины. Янссон становится женой Виртанена, Бандлер остаётся для неё только другом. В финале главная героиня, к тому времени уже известная писательница, находит свою любовь — художницу Тууликки Пиетиля.

## В ролях
- Алма Пёусти — Туве Янссон[4][5]
- Криста Косонен — Вивика Бандлер
- Шанти Рони — Атос Виртанен
- Йоанна Гаартти — Тууликки Пиетиля
- Эева Путро — Майя Ванни
- Якоб Йрманн — Сам Ванни
- Роберт Энкель — Виктор Янссон
- Кайса Эрнст — Сигне Янссон
- Вильхельм Энкель — Ларс Янссон

## Релиз и оценки
Премьера фильма состоялась в сентябре 2020 года на кинофестивале в Торонто. 2 октября того же года картина вышла в театральный прокат в Финляндии. «Туве» стала вторым по размеру бюджета фильмом в истории финского кинематографа после «Неизвестного солдата» (3,4 млн евро). В общей сложности, несмотря на пандемию ковида, «Туве» посмотрели в кинотеатрах 156 тысяч жителей Финляндии, что считается хорошим результатом для этой страны.
Александра Хеллер-Николас (Alliance of Women Film Journalists) назвала фильм «созданным с любовью портретом международной иконы». Алисса Саймон (Variety) подчеркнула, что «очаровательный байопик» заполняет пробел в знаниях о жизни Туве Янссон. Лесли Фелперин (The Hollywood Reporter) отметила, что для зрителей, не живущих в странах Северной Европы, фильм предлагает несколько сюрпризов.
Михаил Трофименков («Коммерсант Weekend») написал, что нормальному зрителю фильм покажется «неправильным» байопиком, в котором творческая личность показана как счастливый человек. Анна Нехаева (РИА «Новости») назвала картину «эстетически любопытной и не лишённой интриги». Юлия Шагельман («Коммерсант») охарактеризовала фильм словом «умиротворяющий» и сравнила его оптимизм с оптимизмом произведений Туве Янссон. Алексей Литовченко и Дмитрий Сосновский («Российская газета») увидели в фильме познавательную, но не слишком увлекательную экранизацию Википедии. Роман Ковалёв из издания «После титров», напротив, написал, что, если зритель ничего не слышал о Туве Янссон, «даже статья на Википедии… покажется куда более информативной и ёмкой», чем фильм: по мнению рецензента, это не байопик, а история о художнике и свободе. Картина, по словам Ковалёва, «получилась скромным и неспешным произведением, в котором подкупают искренность и камерность происходящего и не самый очевидный ракурс для изучения биографии легендарной писательницы и её пути к славе. Не шедевр, но она на то и не претендует».
Для рецензента «Вокруг кино» «Туве» — «классический байопик, снятый сквозь феминистскую оптику»: он показывает становление главной героини не как художницы и писательницы, а как женщины, все мужчины здесь — карикатурные персонажи. Обозреватель «Киноафиши» охарактеризовал фильм как «замечательный портрет в интерьере», который отличается от «голливудских образцов жанра… какой-то особой нордической сдержанностью, очень благородной и по-своему трогательной». Рецензент «Сноба» увидел в «Туве» соединение «интригующей биографии» с «меланхоличной драмой о создании вымышленного доброго мира для защиты от сурового реального».
«Туве» выдвинули на «Оскар» от Финляндии, но она не была номинирована. Фильм получил номинацию на премию «Спутник» (в категории «Лучший иностранный фильм»), 10 номинаций на премию «Юсси» в категориях «Лучший фильм», «Лучший режиссёр», «Лучшая актриса», «Лучший актёр второго плана», «Лучший сценарий», «Лучшая операторская работа», «Лучшая работа художника-постановщика», «Лучший дизайн костюмов», «Лучший грим», «Лучшая музыка». Он победил в семи категориях: «Лучший фильм», «Лучший режиссёр», «Лучшая актриса», «Лучшая операторская работа», «Лучшая работа художника-постановщика», «Лучший дизайн костюмов», «Лучший грим».